# Pukkenholt
Pukkenholt, pokkenholt eller Lignum Vitæ er navne for en tidligere anvendt meget hård og tung træsort fra de tropiske Guaiac-træer, især fra Guaiacum officinale og Guaiacum sanctum.  Den hårde træsort er meget sej og tætbygget og har et højt indhold af harpiks og olie, som gør træet vandafvisende og modstandsdygtigt over for ild, slitage, korrosion og syre.
Guaiacum-træerne tilhører kreosotbusk-familien. De langsomtvoksende, små, buskede løvtræer, vokser på Jamaica, i det sydlige Florida og i Mexico, i Vestindien samt i tropiske skove i Mellemamerika og det nordlige Sydamerika. Kerneveddet er mørkebrunt, næsten sort, med et grønligt skær. Splinten er lysere, hvilket giver en marmoreringseffekt ved gennemskæring.
Blomsterne af Guaiacum officinale er officiel nationalblomst for Jamaica. Træsorten Guaiacum sanctum er nationaltræ i Bahamas.

## Navnet
Navnet pukkenholt kommer fra det tyske navn Pock(en)holz, pokkertræ, da man engang mente, at træet kunne kurere syfilis. Træsorten kaldtes også Lignum Vitæ og Holywood på engelsk, Palo Santo på spansk, guayacan eller guaiacum. Træsorten blev også kaldt ironwood med henvisning til dets hårdhed, tyngde og slitagemodstand. Det let grønlige skær på det mørke kerneved har også givet træsorten navnet greenheart på engelsk, da heartwood betyder kerneved.
Navne som Lignum Vitæ (livets træ), Palo santo (hellige træ) og Holywood henviser til træsortens store nytteværdi og er også en påmindelse om træets brug i medicin. Afkog og dele af træet brugtes tidligere som kur mod alskens sygdomme fra hoste til gigt og syfilis.

## Egenskaber og brug af træet
Pukkenholt er en meget værdifuld træsort, tidligere eksporteret i store mængder som kolonivare fra Vestindien til Europa fra 1600-tallet. Træsorten var værdsat for sin hårdhed, slidstyrke, robusthed og store massefylde. Det er en af de hårdeste og tungeste træsorter, der findes. Træet indeholder en meget stor andel af harpiks og op til 25 % olieindhold, hvilket gør, at genstande og bevægelige dele såsom propeller lavet af træsorten ikke behøver smørelse. Træets store massefylde gør, at det synker i vand.
Trævedet blev brugt til blandt andet at bygge propeller, skibsskruer og skibsdele, maskindele, tandhjul, lejer, glideklodser, sveller for togskinner samt alskens trædrejede genstande, såsom britiske politiknipler, morterstødere, knivskafter og hamre til crocket-spil. Greenheart var op gennem 1800-tallet og begyndelsen af 1900-tallet det foretrukne materiale til fiskestænger.
Ved bygning af Panama-jernbanen var svellerne af pukkenholt så hårde, at de skulle bores, for at man kunne slå skinnespiger i.
Den dag i dag bruges træet til maskindele, som skal befinde sig under vand og ikke skal smøres eller beskyttes, for eksempel ved hydroelektriske dæmninger.
Træet har også været brugt til mekaniske dele i store skibsure, da træveddet takket være sit store indhold af naturlig olie og harpiks ikke behøver smørelse og rustbeskyttelse til forskel fra dele lavet af metal og udsat for fugt.
Samtidig blev træets ved, blomster og blade brugt til medicinudkog og barken til at brygge te af, hvilket blev brugt som prævention. Harpiks af træerne bliver den dag i dag brugt til fremstilling af det særlige guaiac-papir, der bruges i medicintest til at påvise, om der er skjult blod i patientens afføring.
Træerne har altid været sjældne og er i dag truet af udryddelse på grund af uhæmmet skovhugst. I 1998 blev træerne fra Guaiac-familien erklæret udrydningstruede af IUCN , som satte træerne på listen af truede arter, den såkaldte CITES appendix II. Derfor er handel og import af pukkenholt forbudt i nogle lande (som Mexico) og meget begrænset.